# Lake Wisconsin
Lake Wisconsin è un census-designated place (CDP) degli Stati Uniti d'America, situato in Wisconsin, diviso tra la contea di Columbia e la contea di Sauk.